# Emilio Cotarelo y Mori
Emilio Cotarelo y Mori, född 1 maj 1857, död 27 januari 1936, var en spansk författare och litteraturhistoriker.
Cotarelo har med stor kunskap behandlat en mängd frågor på filologins och litteraturhistoriens områden, främst inom teaterhistorien, främst med verket Don Ramón de la Cruz y sus obras (1889). Han har även författat historiska romaner och utgett äldre texter såsom Colección selecta de antiguas novelas españolas (12 band) och några band av Lope de Vegas Comedias. Han tillhörde spanska akademin.